# Xavier Gurri López
Xavier Gurri López (Granollers, Barcelona, España, 18 de abril de 1970) más conocido como "Gurri" es un exfutbolista y entrenador de fútbol español. Actualmente es entrenador del equipo sub-20 del C. F. Monterrey.

## Trayectoria

### Como jugador
Jugaba como defensa y formó parte del Girona Futbol Club durante la década de los 90.

### Como entrenador
Xavier es entrenador con Licencia Pro de la UEFA y trabajó principalmente como entrenador en la cantera del RCD Espanyol hasta 2007.
Tras salir de la cantera del RCD Espanyol dirigiría a equipos modestos del fútbol catalán como Unión Deportiva Atlético Gramenet B, Club de Futbol Mollet Unió Esportiva, Club Esportiu Sant Celoni y Esport Club Granollers entre otros.
Durante la temporada 2016-17 dirigiría el equipo sub-17 del FC Honka finlandés.
Durante varias experiencias en el extranjero formaría parte del cuerpo técnico del entrenador mexicano Javier Aguirre en las filas del Al-Wahda (Abu Dabi) de Emiratos Árabes Unidos desde 2014 a 2016 y en la Selección de fútbol de Egipto, donde trabajaría como analista de vídeo durante la temporada 2018-2019 en un cuerpo técnico formado por Míchel Salgado y Tito García Sanjuán.
En verano 2019 se marcha a la India para incorporarse como segundo entrenador del Hyderabad Football Club de la I-League.
El 15 de enero de 2020, tras la destitución de Phil Brown como entrenador de Hyderabad Football Club, Xavier fue nombrado entrenador hasta el final de la temporada, hasta la llegada en verano de 2020 de otro técnico español Albert Roca.
Durante la temporada 2020-21 sigue trabajando en el Hyderabad Football Club de la Superliga de India, esta vez como entrenador ayudante de Manuel Márquez Roca que en septiembre de 2020 llega como recambio de Albert Roca, que dejó su puesto como entrenador para incorporarse como preparador físico al cuerpo técnico de Ronald Koeman en el FC Barcelona.
El 7 de diciembre de 2020, firma como segundo entrenador de Javier Aguirre en el C. F. Monterrey de la Primera División de México.
El 24 de marzo de 2022, firma como segundo entrenador de Javier Aguirre en el RCD Mallorca de la Primera División de España, en el que trabajaría hasta final de año.
En enero de 2023, firma como entrenador del equipo sub-20 del C. F. Monterrey de la  Liga MX Sub-20 Clausura.

## Clubes
| Club                                          | País                              | Año             |
| --------------------------------------------- | --------------------------------- | --------------- |
| RCD Espanyol (categorías inferiores)          | Bandera de España                 | 2000-2007       |
| Unión Deportiva Atlético Gramenet B           | Bandera de España                 | 2007-2008       |
| Club de Futbol Mollet Unió Esportiva          | Bandera de España                 | 2008-2009       |
| Club Esportiu Sant Celoni                     | Bandera de España                 | 2009            |
| Esport Club Granollers                        | Bandera de España                 | 2010-2011       |
| Al-Wahda (Abu Dabi) (2º entrenador)           | Bandera de Emiratos Árabes Unidos | 2014-2016       |
| FC Honka Sub-17                               | Bandera de Finlandia              | 2016-2017       |
| Selección de fútbol de Egipto (staff técnico) | Bandera de Egipto                 | 2018-2019       |
| Hyderabad Football Club (2º entrenador)       | Bandera de la India               | 2019-2020       |
| Hyderabad Football Club                       | Bandera de la India               | 2020            |
| Hyderabad Football Club (2º entrenador)       | Bandera de la India               | 2020            |
| C. F. Monterrey (2º entrenador)               | Bandera de México                 | 2020-2022       |
| RCD Mallorca (2º entrenador)                  | Bandera de España                 | 2022            |
| C. F. Monterrey (Sub-20)                      | Bandera de México                 | 2022-actualidad |